# Westminster Kennel Club Dog Show
Die Westminster Kennel Club Dog Show, kurz Westminster, ist die älteste jährlich durchgeführte Hundeausstellung der Welt. Sie wird seit 1877 vom Westminster Kennel Club organisiert und findet heute im Madison Square Garden in New York City in den USA statt. Die Teilnahme steht Hunden aller vom AKC anerkannten Rassen offen, wobei die Anzahl Hunde auf 2.500 Tiere beschränkt ist. 
Die Ausstellung hat im nordamerikanischen Ausstellungscircuit eine ähnliche Bedeutung wie die Crufts in Großbritannien und die Welthundeausstellung innerhalb der FCI.

## Geschichte
Die Ausstellung geht auf eine Gruppe von Jägern zurück, die sich regelmäßig im Westminster Hotel in Manhattan trafen. Diese Jäger entschlossen sich, einen Club zur Durchführung einer jährlichen Hundeausstellung zu gründen und nannten diesen nach ihrem Stammlokal Westminster Kennel Club. Die erste Westminster-Ausstellung fand am 8. Mai 1877 im New Yorker Hippodrom Gilmore Gardens statt und war primär eine Ausstellung für Setter und Pointer. Es waren über 1.200 Hunde gemeldet, so dass die Dauer der Ausstellung anstelle der ursprünglich geplanten drei Tage auf vier Tage verlängert wurde. Die Einnahmen des vierten Tages wurden der Tierschutzorganisation ASPCA gespendet.
Der Westminster Kennel Club wurde sieben Jahre vor der Gründung des American Kennel Club gegründet und war der erste Club, der in diesen Dachverband aufgenommen wurde.

## Heutige Situation

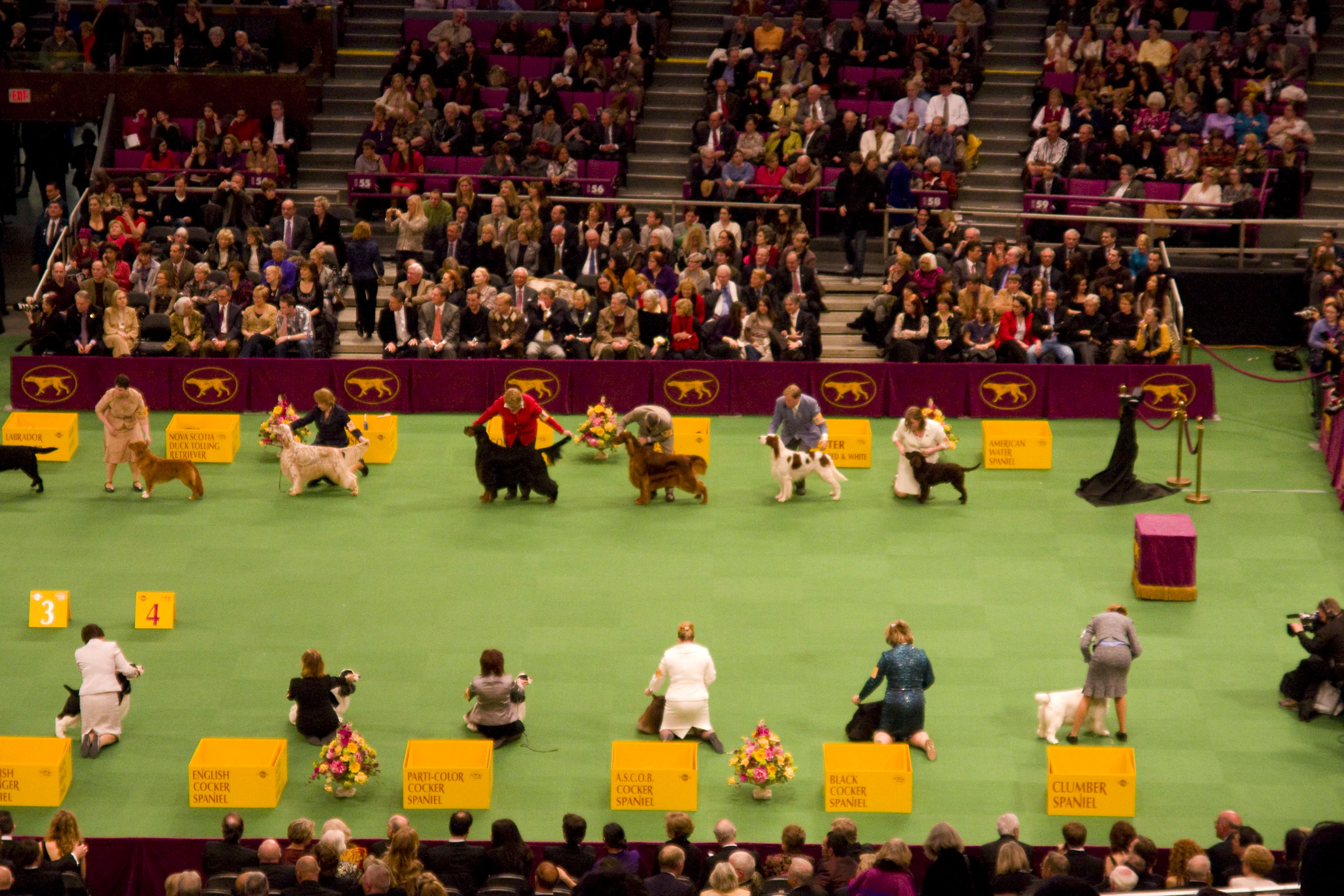
Richten der Sporting Group im Jahr 2010

Westminster findet heute an zwei Tagen im Mai im Arthur Ashe Stadion statt, üblicherweise an einem Montag und Dienstag. Die Hunde werden nach Rassen getrennt gerichtet, und aus ihnen wird der beste Hund jeder Rasse ausgewählt, der Best of Breed (BOB). Die BOB-Hunde werden in der Folge nach den sieben AKC-Gruppen getrennt gerichtet und der jeweils beste Hund jeder Gruppe gewählt. Die Gruppensieger treten zum Schluss zur Bestimmung des besten Hundes der Ausstellung gegeneinander an, des Best in Show (BIS).

## Teilnahmebedingungen
Seit 1884 müssen alle ausgestellten Hunde AKC-anerkannten Rassen angehören. 1992 wurden die Teilnahmebedingungen dahingehend geändert, dass die jeweils fünf besten Ausstellungshunde jeder Rasse gesetzt waren und die anderen Plätze nur noch Hunden mit Championtitel offen standen. Die BIS-Gewinner dürfen weiterhin an Westminster-Ausstellungen vorgeführt werden.
Die Teilnehmerzahl ist aus Platzgründen auf 2.500 Hunde beschränkt. Seit 1992 werden die besten fünf Hunde jeder Rasse eingeladen, die sich aus der Anzahl der im Vorjahr an anderen Ausstellungen besiegten Hunde berechnen. Die restlichen Plätze werden auf einer first come, first serve-Basis an Hunde mit AKC-Championtitel vergeben und sind normalerweise bereits am ersten Tag der Meldefrist besetzt.

## Statistik des BIS

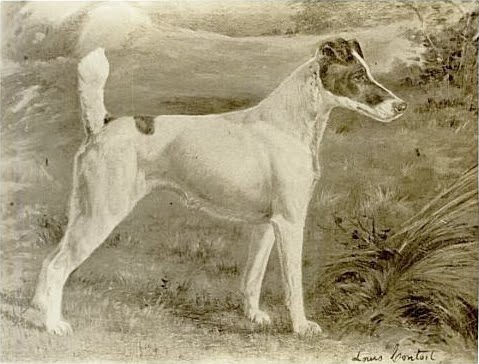
Die Glatthaar-Foxterrierhündin Warren Remedy ist der bisher einzige Hund, der Westminster dreimal gewonnen hat (1907–1909).

Die am häufigsten ausgezeichnete Rasse ist der Rauhhaar-Foxterrier mit 13 BIS-Titeln. Der jüngste Gewinner war 1929 ein neun Monate alter Langhaarcollie, der älteste 2009 ein zehnjähriger Sussex Spaniel. Bisher haben sieben Hunde zweimal und ein Hund dreimal den BIS-Titel der Ausstellung gewonnen. Bisher haben 69 Rüden und 35 Hündinnen das BIS gewonnen.
Nach Rassegruppen verteilen sich die BIS-Gewinner wie folgt:
- Terrier Group:  46
- Sporting Group: 19
- Working Group: 15
- Non-Sporting Group: 10
- Toy Group: 10
- Hound Group: 5
- Herding Group: 1

## Rezeption
Die Ausstellung wird seit 1984 live im Fernsehen übertragen und heute im Sportprogramm von USA Network ausgestrahlt. Der Madison Square Garden ist während der Ausstellungen normalerweise ausverkauft. Die Organisatoren vergeben über 700 Pressepässe an Reporter aus über zwanzig Ländern. Während der Ausstellung wird das Empire State Building traditionell in den Farben der Ausstellung Purpur und Gold beleuchtet.
Der Best in Show-Hund hat im Anschluss an die Ausstellung eine beträchtliche Medienpräsenz und wird unter anderem auch dazu eingeladen, die Eröffnungsglocke der New Yorker Börse zu läuten.
Der Mockumentary-Film Best in Show handelt im Rahmen der fiktiven Mayflower Kennel Club Dog Show, die stark der Westminster Dog Show nachempfunden ist.